# 1401年
| 千纪： | 2千纪 |
| 世纪： | 14世纪 \| 15世纪 \| 16世纪                                                                                 |
| 年代： | 1370年代 \| 1380年代 \| 1390年代 \| 1400年代 \| 1410年代 \| 1420年代 \| 1430年代                           |
| 年份： | 1396年 \| 1397年 \| 1398年 \| 1399年 \| 1400年 \| 1401年 \| 1402年 \| 1403年 \| 1404年 \| 1405年 \| 1406年 |
| 纪年： | 辛巳年（蛇年）；明建文三年；越南绍成元年；日本應永八年                                                     |

## 大事记
- 足利義滿接受博多商人肥富的獻策，派遣肥富和僧人祖阿祖阿為使節前往明朝。
- 鲁普雷希特在科隆被拥戴为罗马人的国王。
- 由維陶塔斯支持的薩莫吉希亞人發起第一次薩莫吉希亞起義。

## 出生
- 朱文奎，明朝建文帝次子。